# Jeffrey Langdon
Pour les articles homonymes, voir Langdon.
Jeffrey Langdon dit Jeff Langdon, né le 13 août 1975 à Smiths Falls dans la province de l'Ontario, est un patineur artistique canadien, vice-champion du Canada en 1997.

## Biographie

### Carrière sportive
Membre du Rideau Lakes FSC, Jeffrey Langdon est entraîné par Doug Leigh et Robert Tebby à la Mariposa School of Skating à Barrie en Ontario. Il est vice-champion du Canada en 1997 derrière son compatriote Elvis Stojko.
Il représente à trois mondiaux juniors (1992 à Hull, 1993 à Séoul et 1994 à Colorado Springs), deux mondiaux seniors (1997 à Lausanne et 1998 à Minneapolis) et aux Jeux olympiques d'hiver de 1998 à Nagano.
Il arrête les compétitions sportives après les mondiaux de 1996.

### Reconversion
Dès 2001, Jeffrey Langdon devient entraîneur pendant quatre ans à Waterloo en Ontario, puis patine sur les navires de croisière Royal Caribbean International pour Willy Bietak Productions. 
En 2008, il s'installe à Calgary en Alberta, et rejoint le personnel du Calalta Community Figure Skating Club.

## Palmarès
| Compétition                   | 1992    | 1993    | 1994    | 1995    | 1996    | 1997    | 1998    | 1999    | 2000    | 2001    |  |  |  |  |
| Jeux olympiques d'hiver       |         |         |         |         |         |         | 12e     |         |         |         |  |  |  |  |
| Championnats du monde         |         |         |         |         |         | 9e      | 8e      |         |         |         |  |  |  |  |
| Championnats du Canada        |         | 8e      | 8e      |         | 4e      | 2e      | 3e      | 7e      | A       | 10e     |  |  |  |  |
| Championnats du monde juniors | 9e      | 5e      | 10e     |         |         |         |         |         |         |         |  |  |  |  |
|                               |         |         |         |         |         |         |         |         |         |         |  |  |  |  |
| Grand Prix ISU                | 1991/92 | 1992/93 | 1993/94 | 1994/95 | 1995/96 | 1996/97 | 1997/98 | 1998/99 | 1999/00 | 2000/01 |  |  |  |  |
| Skate America                 |         |         |         |         |         | 12e     |         |         |         |         |  |  |  |  |
| Skate Canada                  |         |         |         | 10e     |         |         | 8e      | 8e      |         | 11e     |  |  |  |  |
| Coupe d'Allemagne             |         |         |         |         |         |         |         | 10e     |         |         |  |  |  |  |
| Coupe de Russie               |         |         |         |         |         | 6e      |         | 8e      |         |         |  |  |  |  |
| Légende : A = Abandon         |         |         |         |         |         |         |         |         |         |         |  |  |  |  |